# Sousoší Piety (Frýdlant)
Sousoší Piety je pozdně barokní skulptura ve Frýdlantě na severu Čech. Pískovcová pieta se nachází v tamní Okružní ulici a leží na území městské památkové zóny. Původně stávala na křižovatce ulic Míru a Okružní v místech, kde byl vybudován dům číslo popisné 35. Během jeho stavby ve dvacátých letech 20. století zřejmě byla přesunuta na současné místo. Na počátku 21. století dílo restaurovala Vanesa Trostová z Oldřichova v Hájích.
Dne 6. dubna 1966 byla socha zařazena mezi kulturní památky. Od 10. září 1992 se navíc nachází v obvodu frýdlantské městské památkové zóny.

## Popis
Autor pozdně barokního díla je neznámý. Sousoší ukazuje Ježíšovu matku Marii, jak oplakává tělo svého ukřižovaného syna krátce po jeho sejmutí z kříže. Je umístěno na novodobém zděném a omítnutém postamentu, na němž se nachází nízký hranolový sokl zakončený profilovanou římsou. Na čelní straně přivrácené do uličního prostoru je výrazná kartuše s rostlinným motivem.
Na široké základně soklu spočívá sousoší, které je zhotovené z pískovce. Sedící Pannu Marii Bolestnou sochař oděl do splývavého šatu. Hlava Marie je s bolestivým výrazem zakloněna dozadu směrem ke kříži. Mezi Mariinými koleny spočívá Kristovo tělo zahalené bederní rouškou. Matka pravou rukou přidržuje bezvládnou Kristovu paži a levou rukou ukazuje do dálky. Za jejími zády se na stupni tyčí vysoký, poměrně prostý dřevěný kříž.